# Вулиця Героїв Крут (Львів)
Ву́лиця Героїв Крут — вулиця у Сихівському районі Львова, в місцевості На Помірках, що є уявним продовження вулиці Мишуги, а також утворює перехрестя з вулицями Тернопільською, Сергія Литвиненка, Віденською та Стуса.

## Назва
До 1921 року вулицю названо на честь міста Гданськ — вулиця Гданська. Так вулиця називалася до 1963 року, тоді її було перейменовано на вулицю Дружби. 1993 року вулиця названа на честь київських курсантів і козаків «Вільного козацтва», що загинули 1918 року у нерівному бою під Крутами з чотиритисячним військом російської Червоної гвардії під проводом есера Михайла Муравйова — вулиця Героїв Крут.

## Історія
За Польщі, на розі сучасних вулиць Героїв Крут та Литвиненка знаходився фільварок Миколая Красуцького, який від 1881 року називався Красучин. У 1910 році, на місці фільварку Красуцького, архітектори Фердинанд Касслер та Александер Остен запланували створити дільницю вілл. Вони створили план міста-саду у вигляді прямокутника з великою круглою площею-сонцем у центрі, від якого розходилися шість вулиць-променів, де планувалося споруджувати вілли та дво- і триповерхові будинки, оточені садами. До початку першої світової війни встигли спорудити лише кілька будиночків в межах сучасних вулиць Тернопільської (зокрема № 15) та Героїв Крут (№№ 6, 6а). 

## Забудова
В архітектурному плані вулиці Героїв Крут переважає чотириповерхова забудова початку і середини 1960-х років — так звані «хрущівки», а є декілька будинків, збудованих в стилі польського конструктивізму 1930-х років та радянської барачної двоповерхової забудови 1950-х років. 
№ 1а — тут розташований науково-технічний центр «Галенерго». Також тут міститься львівська філія Державного проєктно-вишукувального та науково-дослідного інституту «Укренергомережпроект», що займається комплексним проектування електромережних об'єктів, стратегічним планування розвитку енергетики, здійсненням науково-дослідних, проектних та інжинірингових робіт в області створення систем управління в електроенергетиці.
№ 1в — п'ятиповерховий готель «Комфорт» на 77 номерів з рестораном, розрахованим на 80 осіб. Біля готелю розташований приватний паркінг.
№ 11б — 48-квартирний житловий будинок з підземним паркінгом, збудований житловою компанією «Будінвест» та зданий в експлуатацію у 2012 році. З півночі новобудова межує зі сквером, з півдня та сходу — ділянками житлової забудови вулиці, із заходу — територією HBK «Школа-садок „Софія“».
№ 27 — будівля Львівської загальноосвітньої середньої школи № 80 з поглибленим вивченням іспанської мови. У 2004 році навчальний заклад став асоційованим членом шкіл ЮНЕСКО, у ньому вивчалися 4 предмети за авторською програмою доктора психологічних наук Н. А. Побірченко «Орієнтир», учні опановували економіку у рамках програми Національної Ради з економічної освіти (США). У 2006 році школа стала призером Всеукраїнського конкурсу «100 кращих шкіл України», у 2015 році — серед 100 кращих шкіл України за результатами ЗНО з української мови. Ухвалою № 1112 VII сесії V скликання ЛМР від 5 липня 2007 року львівську СЗОШ № 80 перейменували на навчально-виховний комплекс «Школа-садок „Софія“». Нині в навчальному закладі, крім обов'язкових предметів, вивчають фінансову грамотність та християнську етику. У початковій школі, що від 1997 року міститься у приміщенні колишнього ДНЗ № 173 на вул. Мишуги, 13а, учні мають змогу додатково вивчати англійську та польську мови, а також на базі початкової школи у 2009 році було відкрито дві дошкільні групи. Від 1978 року тут діє народний музей етнографії та побуту, який сьогодні використовується для впровадження музейної педагогіки у навчальний процес, та музей історії школи, створений у 1991 році. У музеї представлена колекція творів народного мистецтва з різних областей України, давні предмети побуту, твори сучасних народних художників. Також при школі діє учительський ансамбль «Калинове намисто», який у 2003 році став народним. Також в будівлі НВК діє філія Львівської школи мистецтв № 5.
На вул. Героїв Крут, 9а, планується будівництво багатоквартирного житлового будинку з вбудованим паркінгом.